# Wikimapia

Bản đồ thế giới trên Wikimapia

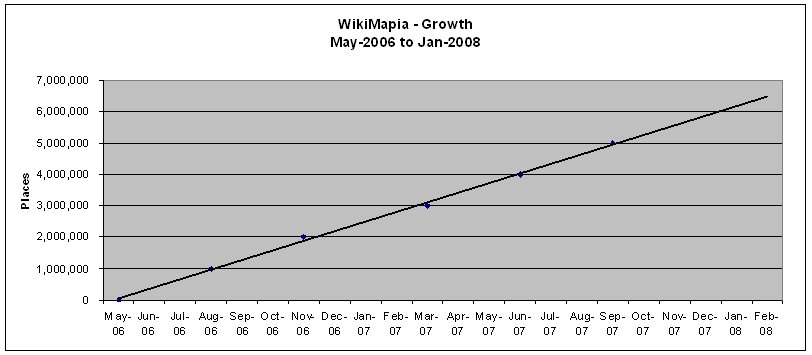
Số lượng điểm đánh dấu trên Wikimapia từ tháng 5 năm 2006 đến tháng 1 năm 2008

Wikimapia là một ứng dụng bản đồ trực tuyến được kết hợp bởi Google Maps với hệ thống wiki cho phép người sử dụng có thể tự do thêm thông tin (dưới định dạng tin nhắn) vào mọi vùng trên thế giới. Được xây dựng bởi Aleksander Kariakin và Yevgenhi Savelyov, dự án được bắt đầu vào 24 tháng 5 năm 2006 với mục tiêu "miêu tả toàn bộ Trái Đất".